# بلدية روليم دي مورا
بلدية روليم دي مورا هي بلدية في البرازيل، تتبع روندونيا، بلغ عدد سكانها 56٬664  نسمة، في 2016، تبلغ مساحتها 1٬457٫885 كيلومتر مربع، رمزها البريدي هو 76940-000.

## الموقع
تشترك في الحدود مع:
- Castanheiras [الإنجليزية]‏.